# Dracophyllum strictum
Dracophyllum strictum är en ljungväxtart som beskrevs av Joseph Dalton Hooker. Dracophyllum strictum ingår i släktet Dracophyllum och familjen ljungväxter. Inga underarter finns listade i Catalogue of Life.